# Wat Traphang Thong

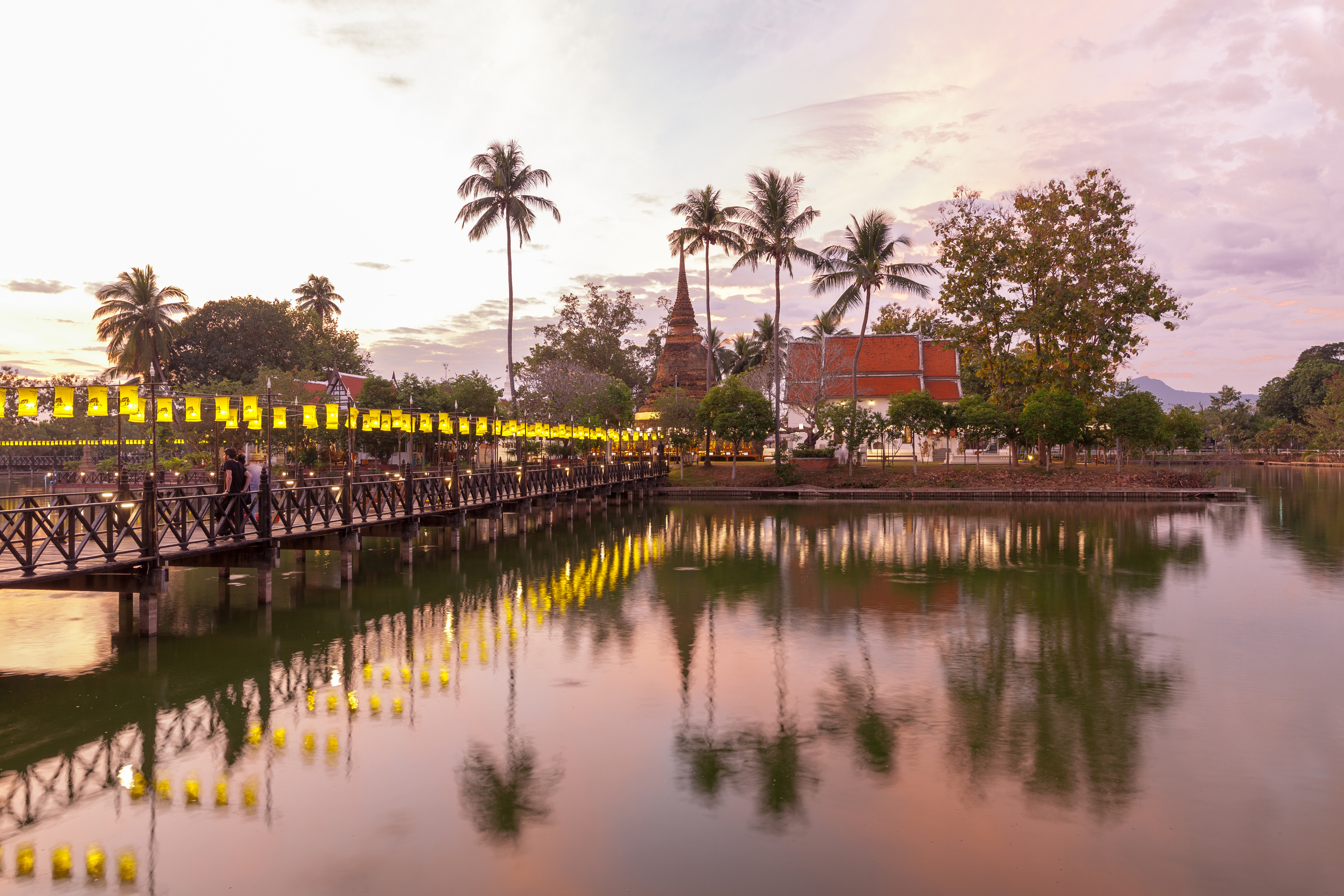
Mondop und Chedi des Wat Traphang Thong

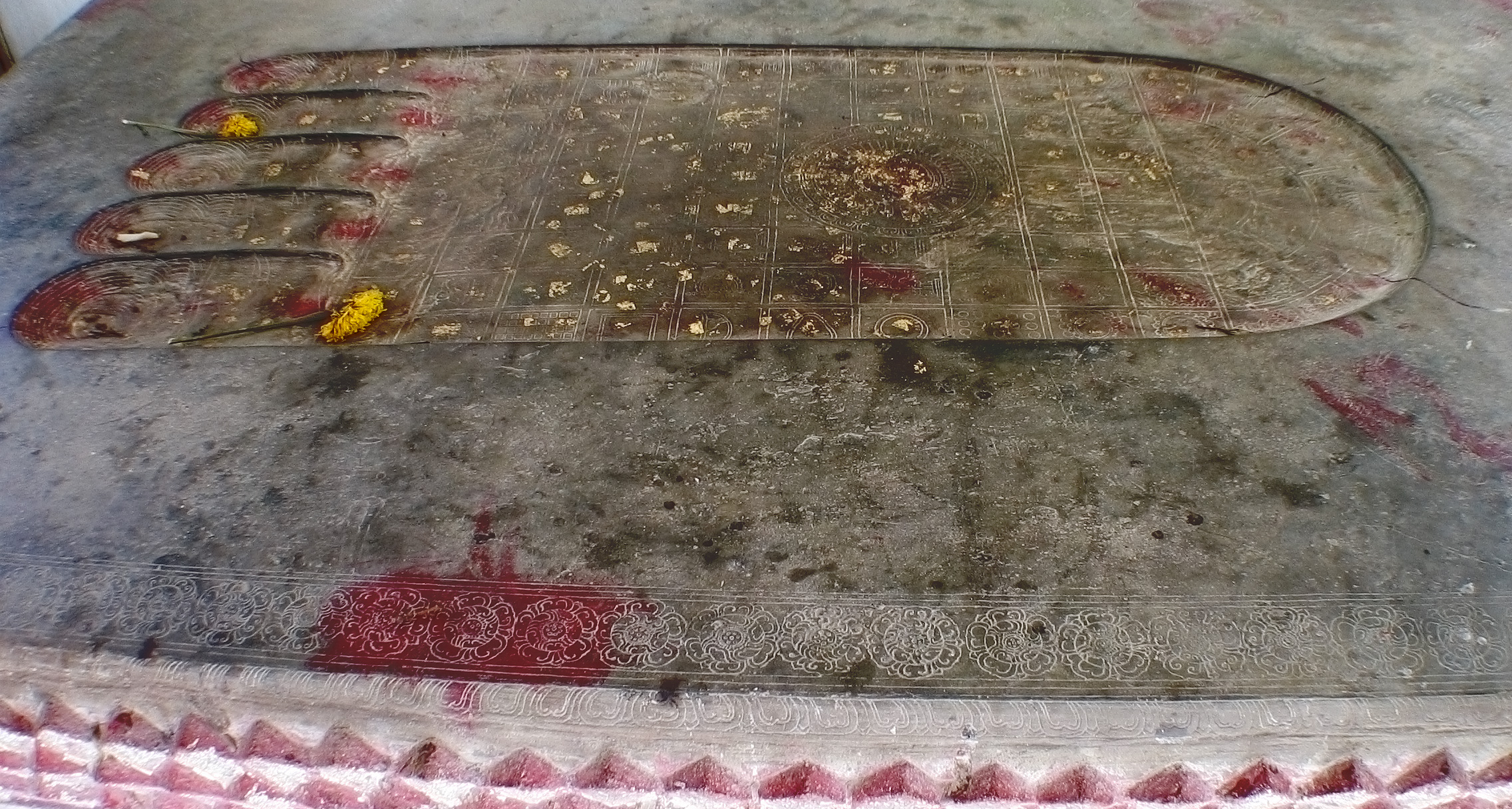
Buddhas Fußabdruck im Wat Traphang Thong

Der Wat Traphang Thong (Thai วัดตระพังทอง – Goldsee-Kloster) ist eine buddhistische Tempelanlage (Wat) in Sukhothai, Provinz Sukhothai in der Nordregion von Thailand.
Wat Traphang Thong ist nicht zu verwechseln mit Wat Traphang Thong Lang (วัดตระพังทองหลาง), der wenige Kilometer weiter östlich liegt.

## Lage
Der Wat Traphang Thong ist Teil des Geschichtsparks Sukhothai, er liegt in der Nähe des östlichen Stadtwalls, der die Alte Stadt (Mueang Kao – เมืองเก่า) von Sukhothai umgibt. Das östliche Stadt-Tor, das „Kamphaeng-Hak“-Tor, liegt nur wenige Meter östlich des Tempels.
Der Tempel selbst liegt auf einer Insel inmitten eines Sees. Er ist über eine Fußgängerbrücke von der Hauptstraße aus erreichbar.

## Sehenswürdigkeiten
An Gebäuden von historischem Interesse  gibt es neben einem Chedi in singhalesischem Stil nichts Besonderes. Acht kleinere Chedis sind um den großen herum angeordnet. Eine schlichte Ordinations-Halle (Ubosot) wurde 1917 von einem Gouverneur Sukhothais gestiftet.
Was diesen Tempel sehenswert macht, ist ein Fußabdruck Buddhas, der sich in einem (modernen) Mondop neben dem Chedi befindet. Er wurde Mitte des 20. Jahrhunderts vom Khao Phra Bat Yai (Hügel des Großen Fußabdrucks), einem Tempel in den Bergen westlich der Stadt, hierher gebracht. Der Fußabdruck wurde im Jahr 1359 aus dunkelgrauem Stein erschaffen, wie König Li Thai in einer Stein-Inschrift (der so genannten Inscription IV) bekannt gegeben hat. Seine 108 glücksverheißenden Symbole enthalten viele, die mit dem mythologischen Berg Meru, dem  Weltenberg des buddhistischen Universums, in Verbindung stehen.

## Besonderheiten
Wat Traphang Thong ist der einzige Tempel der Alten Stadt, in dem eine aktive Mönchsgemeinde lebt.